# USS Chevalier (DD-451)
USS Chevalier (DD-451) – amerykański niszczyciel typu Fletcher, służący w United States Navy w czasie II wojny światowej.
"Chevalier" był pierwszym okrętem Marynarki noszącym nazwę upamiętniającą komandora podporucznika Godfreya Chevalier'a (1889–1922).
Stępkę okrętu położono 30 kwietnia 1941 w stoczni Bath Iron Works Corp. w Bath w stanie Maine. Zwodowano go 11 kwietnia 1942; matką chrzestną okrętu była pani G. DeC. Chevalier. Okręt oddano do służby 20 lipca 1942 r., z komandorem podporucznikiem E. R. McLean'em, Jr. jako dowódcą.